# Orectochilus spiniger
Orectochilus spiniger is een keversoort uit de familie van schrijvertjes (Gyrinidae). De wetenschappelijke naam van de soort is voor het eerst geldig gepubliceerd in 1880 door Régimbart.